# Родниковский (Ставропольский край)
Роднико́вский — хутор в Кочубеевском районе (муниципальном округе) Ставропольского края России. 

## Название
Название хутора обусловлено большим количеством родников
Варианты названия
- Родниковский (Тимофеевский)
- Рыдниковский[3]

## География
Расстояние до краевого центра: 58 км.
Расстояние до районного центра: 24 км.
Расстояние до центра поселения: 7 км.

## История
Образован в 1924 году как выселок станицы Воровсколесской:263. По данным Всесоюзной переписи 1926 года в хуторе значилось 33 двора с 189 жителями (89 мужчин и 100 женщин); среди местного населения преобладали малороссы:4—5.
В 1960 году был объединён с хутором Сычёвым:387.
В 1963 году Воровсколесский сельсовет (и входящий в него хутор Родниковский) был передан в состав Кочубеевского района.
До 16 марта 2020 года посёлок входил в упразднённый Усть-Невинский сельсовет.

## Население
| 1924 | 1925 | 1926 | 1928 | 1970 | 1989 | 2002 | 2010 | 2014 |
| ---- | ---- | ---- | ---- | ---- | ---- | ---- | ---- | ---- |
| 220  | →220 | ↘189 | ↘137 | ↗410 | ↗483 | ↗553 | ↘533 | ↘500 |

По данным переписи 2002 года в национальной структуре населения преобладают русские (80 %).

## Инфраструктура
Сельская библиотека. Открыта в 1945 году.
Медицинскую помощь оказывает фельдшерско-акушерский пункт.

## Памятники
- Братская могила 62 советских воинов, погибших в борьбе с фашистами. 1942—1943, 1957 годы[14]

## Кладбище
В 100 м от улицы Садовой, в районе дома № 62, расположено общественное открытое кладбище площадью 3 тыс. м².